# Яровица (деревня)
Яровица — деревня в Новгородском районе Новгородской области. Входит в Борковское сельское поселение.

## География
Расположена в новгородском Поозерье, на берегу озера Ильмень. Ближайшие населённые пункты: деревни Курицко, Заболотье, Еруново. Площадь территории деревни Яровица 11,7 га.

## История
До весны 2010 года деревня входила в состав ныне упразднённого Серговского сельского поселения

## Население
| 2009 | 2010 |
| ---- | ---- |
| 1    | ↗11  |

## Транспорт
Автобусное сообщение с областным центром осуществляется через маршрут № 108 Еруново — Великий Новгород.

## Люди, связанные с деревней
- Андрианов, Николай Михайлович — уроженец деревни (1920 года), председатель колхоза «Искра» (1955—1986), ветеран Великой Отечественной войны, Герой Социалистического Труда (1973).